# クロタール3世 (フランク王)
クロタール3世（Chlothar III, 652年 - 673年）は、メロヴィング朝の6代目の国王（在位：658年 - 673年）。

## 生涯
クローヴィス2世の長男。657年父が亡くなり、母のバルティルドが摂政となり国王に即位した。662年、アウストラシア王国内のピピン家による王位簒奪を終わらせ、アウストラシアの統治の権利を弟のキルデリク2世に与えた。
673年春に21歳で死去した。